# Bibliotecarul: Comoara din spatele cărților
Bibliotecarul: Comoara din spatele cărților (în engleză The Librarian: Quest for the Spear) este un film de aventuri din 2004, regizat de Peter Winther și avându-l pe Noah Wyle în rolul principal. Este primul film din seria de filme Bibliotecarul, produsă de Electric Entertainment. El a fost lansat pentru prima dată la canalul de televiziune TNT în decembrie 2004.

## Rezumat
Flynn Carsen (Noah Wyle) este un student permanent de colegiu care are 22 de grade academice. Profesorul lui Carsen de la colegiu îl dă afară, spunându-i că el nu are o experiență de viață reală și trebuie să experimenteze viața în afara colegiului. Mama lui Carsen, Margie (Olympia Dukakis), este în mod constant îngrijorată pentru fiul ei și-l încurajează să obțină un loc de muncă, să-și găsească o iubită și să fie fericit.
Carsen primește o invitație misterioasă pentru un interviu la Biblioteca Publică Metropolitană. La scurt timp după interviul ciudat, dar încununat cu succes al lui Carsen, i se prezintă sarcinile reale ale noului său loc de muncă de către o angajată a bibliotecii, Charlene (Jane Curtin), și de șeful librăriei Judson, (Bob Newhart). Poziția de bibliotecar, noul serviciu al lui Carsen, se spune că a existat de secole. Scopul său este de a proteja obiecte istorice și de multe ori magice într-o secțiune secretă a bibliotecii. Unele dintre artefactele de care este responsabil Carsen sunt Cutia Pandorei, Raza mortală a lui Tesla, Sfântul Graal, corpul transmutat al regelui Midas, Chivotul Legământului, Lâna de Aur, un inorog viu, gâsca cu ouă de aur, sabia Excalibur, tabloul original Mona Lisa (versiunea de la Muzeul Luvru fiind considerată o copie), prototipul original al bombei atomice "Little Boy", un reactor dorsal funcțional, Covorul zburător al lui Ali Baba și Lancea Destinului.
Carsen constată că serviciul său presupune mai mult decât se aștepta atunci când una dintre cele trei părți ale Lancea Destinului a fost furată de către malefica Frăție a Șarpele (memmbrii săi fiind interpretați de Kyle MacLachlan, David Dayan Fisher și Kelly Hu). Cine are Lancea Destinului completă va controla destinul întregii lumi (se spune în film că Hitler a avut doar o bucată de lance). Carsen trebuie să găsească acum celelalte două piese ale Lăncii Destinului pentru a preveni ca Frăția Șarpelui să intre în posesia tuturor celor trei bucăți și să obțină controlul asupra lumii. Singurele sale instrumente sunt numai mintea lui și o carte scrisă într-o limbă veche netradusă numită "limba păsărească".
În timp ce se afla în avion, Carsen este prins într-o ambuscadă de către Frăția Șarpelui, fiind salvat de o femeie care-l forțează să sară din avion în timp ce aeronava se afla în aer. După aterizare, el constată că salvatoarea lui, Nicole Noone (Sonya Walger), este o angajată a Bibliotecii, care se învinovățește pentru moartea ultimului bibliotecar, dar care rezistă la orice implicare sentimentală față de Carsen. Ei călătoresc prin jungla amazoniană, unde întâlnesc cascade, vânători de capete, poduri care se prăbușesc și capcane mortale Maya, toate acestea fiind tratate cu umor și cu o doză de romantism. Apoi călătoresc în Munții Himalaya, ajungând până în Shangri-La, toate aceste aventuri dovedind că anii de citire a cărților de către Carsen au fost folositori.

## Distribuție
- Noah Wyle - Flynn Carson
- Sonya Walger - Nicole Noone
- Bob Newhart - Judson
- Kyle MacLachlan - Edward Wilde
- Kelly Hu - Lana
- David Dayan Fisher - Rhodes
- Jane Curtin - Charlene
- Olympia Dukakis - Margie Carson
- Lisa Brenner - Debra
- Mario Ivan Martinez - profesorul Harris
- Clyde Kusatsu - starețul mănăstirii budiste
- Alejandra Gollas - studentul nr. 1
- José Montini
- Jessica Moreno - Jill
- Mauricio Llera - tipul cu pulover
- Antonio Monroy
- Leon De Luis - șeful de trib
- Mark Franco - agentul de securitate din avion
- Kirk Petruccelli - pilot
- Michael Roskin - călugăr budist
- Dario Ripoll - infractorul nr. 1
- Marco Aurelio - infractorul nr. 2

## Influențe
Bibliotecarul: Comoara din spatele cărților se inspiră din mai multe filme de acțiune și westernuri clasice, cum ar fi seria Indiana Jones, Macgyver și Shane (în primul rând Jack Palance în rolul pistolarului Wilson). Există și unele aluzii comice la Kill Bill, Candid Camera și U.S. Marine Corps. Intrarea în Shangri-La este asemănătoare din punct de vedere vizual cu cea din filmul Lost Horizon (1937).

## DVD
Un DVD NTSC Regiunea 1, neevaluat, a fost lansat pentru acest film la 30 august 2005, folosind un aspect ratio de 1:78:1.
DVD-ul include scene șterse, subtitrări în limbile engleză și spaniolă, comentarii la diferite secvențe și o secțiune "Behind The Scenes". Dintr-un motiv ciudat, el este cel mai scump dintre toate cele trei filme.

## Continuări
O continuare, The Librarian: Return to King Solomon's Mines, a avut premiera la TNT în 3 decembrie 2006. Ea a fost lansată pe DVD la 19 decembrie 2006.
O a doua continuare, The Librarian: Curse of the Judas Chalice, a fost lansată la 7 decembrie 2008.